# Межанська сільська рада (Браславський район)
55°39′3″ пн. ш. 26°46′6″ сх. д. / 55.65083° пн. ш. 26.76833° сх. д.
Межа́нська сільська рада (біл. Мяжа́нскі сельсавет) — адміністративно-територіальна одиниця у складі Браславського району, Вітебської області Білорусі. Адміністративний центр сільської ради — Межани.

## Розташування
Межанська сільська рада розташована у північній частині Білорусі, на заході Вітебської області, на захід від районного центру Браслав.
На території сільської ради розташовано близько двох десятків озер, найбільші із них: Дрив'яти, Єльно, Струсто, Річі, Дрісвяти.

## Історія
8 квітня 2004 року Межанській сільській раді були передані 43 населених пункти ліквідованої Зарачської сільської ради.

## Склад сільської ради
До складу Межанської сільської ради входять 69 населених пунктів:
| - Анісімовичі — село. - Бейнари — село. - Біляни — село. - Боярунішки — село. - Братня Гора — село. - Бужани — село. - Великянці — село. - Вербівка — хутір. - В'яжи — село. - Герчани — село. - Гусаровщина — хутір. - Дудішки — хутір. - Єльно — село. - Ємелянішки — село. - Жвірблі — село. - Жвірині — село, - Заєленці — село. - Зазони — село. - Запруддя — хутір. - Заріччя — село. - Злото — село. - Зибки — село. - Каліти — село. | - Карасін — село. - Кішкелішки — село. - Клеменсполлє — село. - Коленкішки — село. - Коханішки — село. - Красносельці — село. - Кривоселі — село. - Крюки — село. - Лакутішки — село. - Мартінковічі — село. - Майшули — село. - Марьянполье — село. - Межани — агромістечко. - Мекяни — село. - Миколаюнці — село. - Михалінка — село. - Михалішки — село. - Мялка — село. - Надбережжя — хутір. - Новий Двір — село. - Нурв'янці — село. - Осинівка — хутір. - Павелішки — село. | - Пашевичі — село. - Петровщина — хутір. - Плікішки — село. - Плявшкети — село. - Пузирки — село. - Пустоселля — село. - Пустошка — село. - Пучкінішки — село. - Пушкарішки — село. - Раткуни — село. - Річани — село. - Рожеве — село. - Свілюки — село. - Смялка — хутір. - Сорокіно — хутір. - Станковичі — село. - Струсто — село. - Суботішки — село. - Урбани — село. - Усяни — село. - Ушанішки — село. - Шевелішки — село. - Ясна Гора — хутір. |

Хутори Белюнішки, Ковалішки, Ютішки та село Іланці, які раніше існували на території сільської ради, зняті з обліку.